# Pralesnička Lamasova
Pralesnička Lamasova (Ranitomeya lamasi), též pralesnička jihoperuánská je druh pralesničky z rodu Ranitomeya. Žije v amazonských deštných pralesích na severu Bolívie (departement Pando), západě Brazílie (stát Acre) a východním Peru (departementy Madre de Dios a Ucayali).

## Jed
Jako většina pralesniček rodu Ranitomeya, pralesnička Lamasova je středně jedovatý druh pralesničky. Její kůže produkuje sekrety s pumiliotoxiny, které mohou způsobit bolest a mírné svalové křeči, pokud není pralesnička držena opatrně. Příznaky mohou být těžší, když je pralesnička snězena, ale oproti druhům patřícím do rodů Phyllobates a Oophaga pralesnička Lamasova má poměrně mírné pumiliotoxiny typu C, a to ve velmi malém množství na svou velikost.
Pralesnička Lamasova jako všechny pralesničky v zajetí ztrácí jed. Důvod ztráty jedu je obvykle kvůli odstraněni jedovatého hmyzu z potravy. Vědci zjistili, že pralesničky rodu Phyllobates získávají svůj jed z jedovatých brouků z čeledi bradavičníkovitých. Jelikož je pralesnička Lamasova daleko méně jedovatá než pralesničky rodu Phyllobates, zdroj jejich jedu není z bradavičníkovitých brouků, ale z jiného, zatím neznámého hmyzu.